# Les Mains de Roxana
Les Mains de Roxana est un téléfilm français réalisé par Philippe Setbon et diffusé pour la première fois le 20 mars 2013 sur France 2.

## Synopsis
Une violoniste de renom, Roxana Orlac (Sylvie Testud), a les deux mains broyées au cours d'un accident. Elle subit une greffe des deux membres par un éminent chirurgien, dont les méthodes sont controversées. La greffe est une totale réussite. Mais très vite, des incidents surviennent dans l'environnement de Roxana, notamment plusieurs meurtres, qui amènent notre héroïne et la police à douter de son innocence. À qui appartenaient ces mains greffées ? Se pourrait-il qu'il s'agisse des mains d'une meurtrière ?

## Fiche technique
- Réalisation : Philippe Setbon
- Scénario : Philippe Setbon d'après Les Mains d'Orlac de Maurice Renard
- Producteur : Jean-Baptiste Leclère
- Musique : Nicolas Mingot

## Distribution
Sauf indication contraire, les informations mentionnées dans cette section peuvent être confirmées par la base de données cinématographiques IMDb,  présente dans la section « Liens externes ».
- Sylvie Testud : Roxana Orlac
- Loup-Denis Elion : Éric Almeida
- Micky Sébastian : Elena Orlac
- Coline Leclère : Mina Orlac-Berger
- Jean-Marie Winling : Professeur Bernard Christiansen
- Gérard Desarthe : Professeur Richard Bremmer
- Sylvie Granotier : Marjorie Denker
- Anne Canovas : Commissaire Laure Demsky
- Richard Sammel : Joachim Berger
- Anton Yakovlev : Alexander Blok
- Anna Cottis : Emily Lovejoy
- Bénédicte Loyen : Livia Van Heusden
- Gaelle Hausermann : La gardienne
- Baldo Gueye : Manuel Almeida
- Émilie Deville : La journaliste
- Philippe Polet : Le médecin
- Emmanuel Vieilly : Le médecin d'Elena
- Hugues Deniset : Chirurgien (non crédité)

## Récompense
- 2012 : Prix des collégiens au Festival de la fiction TV de La Rochelle[1]